# أحلام محمد
أحلام محمد (18 أغسطس 1955 -)، ممثلة ومذيعة بحرينية.

## عن حياتها
بدأت التمثيل عام 1972 بمسلسل سعودي حمل عنوان «الدنيا بخير». انتقلت إلى الكويت في عام 1974 للدراسة في «المعهد العالي للفنون المسرحية» وخلال دراستها فيه شاركت بالعديد من الأعمال في المسرح والتلفزيون تخرجت من المعهد بعام 1978، إلا أن بروزها ظهر بعد مشاركتها في مسلسل الأقدار. توقفت لفترة بسبب إنشغالها في حياتها الأسرية وعملها كمذيعة أخبار في إذاعة البحرين، إلا إنها عادت بقوة بعام 1997 خلال مسلسل القرار الأخير.

### حياتها الأسرية
في عام 1974 تزوجت من الممثل الكويتي عبد الرحمن العقل وفي عام 1975 انجبت منه ابنها «جاسم» وانفصلا بعد ذلك، ثم تزوجت من المخرج عبد الله يوسف وانجبت ابنتها «هند» عام 1985 ثم هناء وهشام.

## أعمالها

### في المسرح
| سنة الإنتاج | المسرحية                  | بمشاركة                                              |
| ----------- | ------------------------- | ---------------------------------------------------- |
| 1976        | السدرة                    | حياة الفهد، سعاد عبد الله، محمد المنصور، محمد المنيع |
| 1976        | واحد ناقص واحد يساوي واحد | عبد الله وليد                                        |
| 1978        | الممثلون يتراشقون الحجارة | جاسم الشريدة، شفيقة يوسف، محمد البهدهي               |
| 1980        | سوق البنات                | غانم السليطي، سيار الكواري، أمينة القفاص             |
| 1981        | أرض لا تنبت الزهور        |                                                      |
|             | الثعلب والعنب             |                                                      |
| 1986        | بنت النوخذة               | جاسم الشريدة، محمد البهدهي                           |
| 1987        | حمام المحبة               | أمبيريك، عبد الله غيفان                              |
| 1994        | طبول                      | جاسم الصايغ                                          |
| 1994        | خور المدعي                | يوسف بوهلول، أحمد عيسى، في الشرقاوي                  |

### من أعمال التلفزيون والبرامج
| سنة الإنتاج | المسلسل                                    | بمشاركة                                                                                     |
| ----------- | ------------------------------------------ | ------------------------------------------------------------------------------------------- |
| 1972        | الدنيا بخير                                | حسن العبدي، سلطان مبارك، عمر العبدي                                                         |
| 1974        | الوريث                                     | خالد العبيد، محمد المنصور، عبد العزيز المسعود، استقلال أحمد                                 |
| 1978        | رجل يغتاله الوفاء - سهرة تلفزيونية         | سعد خضر، محمد البهدهي، جاسم الشريدة                                                         |
| 1978        | الأقدار                                    | عبد الحسين عبد الرضا، سعد الفرج، غانم الصالح، إبراهيم الصلال، خالد العبيد، عبد العزيز النمش |
| 1979        | حاجز الذكريات - سهرة تلفزيونية             | حياة الفهد، أحمد الصالح                                                                     |
| 1979        | افتح يا سمسم - برنامج                      | أحمد الصالح، جاسم النبهان، عبد الله الحبيل، سناء بكر يونس                                   |
| 1980        | أشياء ضرورية                               | محمد المنصور، خالد النفيسي، عائشة إبراهيم، محمد المنيع                                      |
| 1981        | مثلث الحب                                  | محمد المنصور، محمد المنيع، هدى حمادة، تحرير محمد                                            |
| 1981        | الجوهرة                                    | إبراهيم الصلال، محمد المنيع، علي البريكي، عبد العزيز النمش، إبراهيم الحربي                  |
| 1981        | أحلى الأيام                                | إبراهيم الصلال، حياة الفهد، غازي حسين، غانم السليطي                                         |
| 1982        | الإرادة                                    | من مصر ليلى طاهر، محمد العربي، من لبنان نبيلة كرم                                           |
| 1983        | المهذب - سهرة تلفزيونية                    | سعد خضر، شفيقة يوسف                                                                         |
| 1983        | العطش - سهرة تلفزيونية                     | إبراهيم البنكي، قحطان القحطاني، جاسم الشريدة                                                |
| 1984        | ناس من زجاج                                | إبراهيم الحربي، مريم الغضبان، عبد الإمام عبد الله، ميعاد عواد، سعاد علي                     |
| 1984        | فاقد                                       | عبد الله الحبيل، خليل إسماعيل، داود حسين                                                    |
| 1985        | شعراء العرب - فوازير رمضان                 | خليفة العريفي، جاسم الصايغ، مريم زيمان                                                      |
| 1985        | فايز التوش - الجزء الثاني، الثالث عام 1988 | غانم السليطي، عبد العزيز جاسم، عبد العزيز النمش، هدية سعيد، منى عيسى، سميرة أحمد            |
| 1986        | بيت الأوهام                                | حياة الفهد، سعاد عبد الله، أحمد الصالح، علي المفيدي، أحمد مساعد                             |
| 1986        | بنات الفريج                                | مريم الصالح، عائشة إبراهيم، غازي حسين، باسمة حمادة                                          |
| 1988        | الناس الطيبين                              | مريم الصالح، غازي حسين، فالح فايز، باسمة حمادة                                              |
| 1989        | 29 سالفة وسالفة                            | سعد بورشيد، باسمة حمادة، هدى حمادة، لطيفة المجرن                                            |
| 1990        | بن عقل - الجزء الثاني عام 1991             | جاسم الصايغ، إبراهيم البنكي، مبارك خميس، هدى سلطان                                          |
| 1992        | ملح وذهب                                   | إبراهيم البنكي، جاسم الصايغ، فرح علي                                                        |
| 1993        | صواري الليل                                | غانم الصالح، علي البريكي، حسين المنصور، عبد العزيز الفهد، طيف، بدرية أحمد                   |
| 1997        | القرار الأخير                              | محمد المنصور، جاسم النبهان، حسين المنصور، علي جمعة، زهرة الخرجي، بدرية أحمد، هدى الخطيب     |
| 1998        | لمن تشرق الشمس                             | سعد الفرج، محمد السريع، باسمة حمادة، عبد الناصر الزاير، فرح علي                             |
| 1998        | عفوا أبي                                   | خالد الحربي، مشاعل شداد، محمد الحجي                                                         |
| 1999        | دروب الشك                                  | محمد المنصور، حسين المنصور، علي جمعة، منصور المنصور، زهرة الخرجي، سعاد علي، مشاري البلام    |
| 1999        | آخر الرجال                                 | عبد الله ملك، يوسف بوهلول، إبراهيم البنكي                                                   |
| 2001        | ليل البنادر                                | أنور أحمد، جمعان الرويعي، يوسف بوهلول                                                       |
| 2001        | بقدر ما تحمل النفوس                        | سعاد عبد الله، سليمان الياسين، عبد الإمام عبد الله، فرح علي، خالد أمين، لمياء طارق          |
| 2001        | الحياة امرأة                               | جاسم النبهان، حسين المنصور، طيف، خالد البريكي، بدرية أحمد                                   |
| 2001        | الحب يأتي متأخرًا                           | أحمد الصالح، إبراهيم الحربي، خالد أمين، فرح علي، سمية الخنة، منى شداد                       |
| 2002        | سهم الغدر                                  | محمد المنصور، حسين المنصور، زينب العسكري، فخرية خميس، فاطمة الحوسني                         |
| 2002        | السديم                                     | قحطان القحطاني، عبد المحسن النمر، يوسف بو هلول، هيفاء حسين                                  |
| 2003        | وجه واحد لا يكفي                           | أحمد مساعد، جمال الردهان، زهرة عرفات، عبير أحمد، لطيفة المجرن                               |
| 2003        | عويشة                                      | جمعان الرويعي، إبراهيم بحر، أنور أحمد، يوسف بوهلول                                          |
| 2005        | ويبقى                                      | سليمان الياسين، خالد أمين، أحمد إيراج، مشاعل شداد، لمياء طارق                               |
| 2005        | متى نلتقي                                  | غازي حسين، إبراهيم الزدجالي، طيف، أميرة محمد، دينا الخنجي                                   |
| 2005        | دروب                                       | جمعان الرويعي، سعاد علي، شفيقة يوسف، يوسف بوهلول، أميرة محمد                                |
| 2006        | رجال يبيعون الوهم                          | جاسم النبهان، علي جمعة، عبير الجندي، شيماء سبت، أحمد إيراج                                  |
| 2006        | بلا قيود                                   | سعد الفرج، علي جمعة، عباس مراد، فاطمة عبد الرحيم، هبة سليمان                                |
| 2008        | هذيان الطين                                | غازي حسين، بدرية أحمد، فخرية خميس، مشعل الجاسر                                              |
| 2014        | أهل الدار - حلقات منفصلة                   | مجموعة من الممثلين                                                                          |
| 2018        | محطة انتظار                                | محمد المنصور، باسمة حمادة، شيماء علي، بثينة الرئيسي، فوز الشطي، عبد الله بهمن               |

### الأعمال الإذاعية
- سالفة كل يوم.
- أزهار مريم.
- الغلام القتيل.
- حمامة وعصفور.

## الجوائز
- 1997:  الكويت - جائزة أفضل ممثلة دور ثانٍ من «مهرجان المسرح الخامس لدول مجلس التعاون الخليجي» عن دورها في مسرحية وجوه.
- 2000:  مصر - جائزة الإبداع لأفضل ممثلة من «مهرجان القاهرة السادس للإذاعة والتلفزيون» عن دورها في المسلسل الإذاعي أزهار مريم.
- 2001:  البحرين - شهادة تقدير من «مهرجان الخليج السابع للإنتاج التلفزيوني والإذاعي» عن دورها في مسلسل دروب الشك.[2]
- 2004:  مصر - جائزة الإبداع لأفضل ممثلة دور ثانٍ من «مهرجان القاهرة العاشر للإذاعة والتلفزيون» عن دورها في مسلسل عويشة.[3]